# NGC 35
NGC 35 est une galaxie spirale dans la constellation de la Baleine. NGC 35 a été découverte par l'astronome américain Lewis Swift en 1886.

## Caractéristiques
Sa vitesse par rapport au fond diffus cosmologique est de 5 625 ± 40 km/s, ce qui correspond à une distance de Hubble de 83,0 ± 5,8 Mpc (∼271 millions d'al).